# Öratjärnen (Svegs socken, Härjedalen)
Öratjärnen är en sjö i Härjedalens kommun i Härjedalen och ingår i Ljusnans huvudavrinningsområde. Sjön har en area på 0,232 kvadratkilometer och ligger 479,2 meter över havet.

## Delavrinningsområde
Öratjärnen ingår i det delavrinningsområde (686900-142966) som SMHI kallar för Utloppet av Öratjärnen. Medelhöjden är 533 meter över havet och ytan är 1,82 kvadratkilometer. Det finns inga avrinningsområden uppströms utan avrinningsområdet är högsta punkten. Vattendraget som avvattnar avrinningsområdet har biflödesordning 4, vilket innebär att vattnet flödar genom totalt 4 vattendrag innan det når havet efter 256 kilometer. Avrinningsområdet består mestadels av skog (73 procent). Avrinningsområdet har 0,23 kvadratkilometer vattenytor vilket ger det en sjöprocent på 12,8 procent.